# Municipio de San José Independencia
El municipio de San José Independencia es uno de los 570 municipios que conforman al estado mexicano de Oaxaca. Pertenece al distrito de Tuxtepec, dentro de la región Papaloapam. Su cabecera es la localidad de San José Independencia.

## Geografía
El municipio abarca 53.94 km² y se encuentra a una altitud promedio de 100 m s. n. m., oscilando entre 900 y 0 m s. n. m.

## Demografía
De acuerdo al último censo, realizado por el INEGI en 2010, en el municipio habitan 3684 personas, repartidas entre 11 localidades.